# Stirosoma rugosum
Stirosoma rugosum är en mångfotingart som beskrevs av Carl Graf Attems 1953. Stirosoma rugosum ingår i släktet Stirosoma och familjen Chelodesmidae. Inga underarter finns listade i Catalogue of Life.